# Scarlit Scandal
Scarlit Scandal (* 27. April 1999 in Fort Pierce, Florida, USA) ist eine US-amerikanische Pornodarstellerin.

## Karriere
Scandal wuchs in West Palm Beach, Florida, auf und war Mitglied des Streckenteams der High School. Nachdem Scarlit auf Twitter nach Hardcore-Pornodarstellern gesucht und sich per E-Mail mit der Agentur „Motley Models“ in Verbindung gesetzt hatte, machte sie im März 2019 im Alter von 19 Jahren ihr erstes offizielles Hardcore-Shooting. Sie drehte u. a. für BangBros, Mofos, Brazzers, Passion HD, Reality Kings, Team Skeet, Zero Tolerance, Virtual Reality Bangers und Diabolic Video. Außerdem posierte Scarlit für Playboy Plus im Februar 2020.

## Filmografie (Auswahl)
- 2019: After School Orgy 3
- 2019: Cheer Squad Sleepovers Episode 32
- 2019: Barely Legal #172: My First Sex Tape
- 2019: Black to School
- 2019: Booty Jackin’ 7
- 2020: My Sexy Little Sister 9
- 2020: Future Darkly: Pandemic Part 1
- 2020: Black Girl Gloryholes #20
- 2020: Cum Swapping Stepsisters 4
- 2020: Ripe 9
- 2020: Oiled & Spoiled 2
- 2020: Blacked Raw V34
- 2021: Young & Beautiful Vol. 10
- 2021: In the Room: Watching My Girlfriend 5
- 2021: Moms Bang Teens Vol. 43
- 2021: Black Beauties 3
- 2021: Natural Beauties 15
- 2022: Petite Black 8
- 2022: If It Feels Good Vol. 3

## Auszeichnungen
- 2021: AVN Award – Best New Starlet[1]
- 2021: AVN Award – Best Three-Way Sex Scene: G/G/B, in „Muse Season 1“[1]
- 2021: AVN Award – Mainstream Venture of the Year[1]
- 2021: XBIZ Award – Best New Performer[1]
- 2021: XBIZ Award – Best Sex Scene – Erotic-Themed, in „Obsessed“[1]